# 단서대강
단서대강(檀書大綱)은 심당(心堂) 이고선(李固善)이 1950년에 지었다고 전하는 역사책으로 전체 546쪽이며 한문으로 기록되어 있다. 삼국유사에 기록된 환인에서부터 남북국시대인 발해를 포함하여 조선의 순종(純宗)까지의 역사를 기술하고 있다. 삼국유사에 기록된 환인과 환웅과 단군을 모두 단군조선의 역사에 포함시켜 왕검이 1대 임금이 아니라 3대 임금으로 기술한 점이 특이하다. 또한 단군조선 이전의 국가로 환웅이 건국한 신시(神市)가 있었고 그 뒤로 중국의 신화로 알려져 있는 치우가 개국한 '단국(檀國)'이 있었다고 기록하였다. 단서대강에서는 신시(神市), 태우(太虞), 다의발(多義發), 갈고(葛古), 치우(蚩尤) 이외의 다른 임금들은 환단고기와는 달리 그 호칭을 기록하지 않고 그저 몇세 환웅(桓雄) 및 환검(桓儉)이라고 기록하였다.
이 책은 그의 아들이 이고선의 사후에 심당전서라는 이름으로 1981년에 출판한 책에 포함되어 있으며, 심당전서에는 423종의 참고문헌이 나열되어 있는데 이 중에는 환단고기도 포함되어 있다.
심당전서 내에 포함된 단서대강의 내용은 아래와 같다.
1. . 삼신개벽기(三神開闢紀)
2. . 삼황개벽기(三皇開闢紀)
3. . 조선기(朝鮮紀) 상
4. . 조선기(朝鮮紀) 하
5. . 부여기(夫餘紀)
6. . 고구려기(高句麗紀) 상
7. . 고구려기(高句麗紀) 하
8. . 발해기(渤海紀)
9. . 고려기(高麗紀)
10. . 고려세기(高麗世紀)
11. . 조선세기(朝鮮世紀)